# Joe Maneri
Joseph Gabriel Esther Maneri (Williamsburg (Brooklyn), 10 februari 1927 – Boston, 24 augustus 2009)) was een Amerikaanse jazzsaxofonist, -klarinettist en -pianist. Joe Maneri, de vader van violist Mat Maneri, werd pas in de jaren 1990 bekend bij een groter publiek als jazz- en improvisatiemuzikant.

## Biografie
Maneri groeide op in een Italiaans-Amerikaanse familie in de wijk Williamsburg in Brooklyn en leerde klarinet spelen bij een buurman. Op 15-jarige leeftijd moest hij de middelbare school verlaten en werd hij beroepsmuzikant. Aan het begin van zijn carrière als tiener speelde hij klarinet en saxofoon in verschillende dansbands en het Catskill-circuit. Hij trad vooral op met traditionele etnische bands (zoals Griekse, Turkse, Syrische musici) en met klezmerformaties op bruiloften en andere bijeenkomsten. Vanaf 1946 maakte hij deel uit van de jazzband van Ted Harris, waarin Angelo Musolino destijds ook als gitarist actief was en af en toe atonaal improviseerde. Tot 1958 studeerde hij tien jaar bij dirigent Joseph Schmid, een leerling en vertrouweling van Alban Berg. In 1963 kreeg hij van dirigent Erich Leinsdorf de opdracht om een pianoconcert te schrijven voor het Boston Symphony Orchestra, waarvan de repetities waren begonnen, maar dat aanvankelijk niet werd uitgevoerd vanwege de hoge repetitie-inspanning. Het pianoconcert Metanoia werd in 1985 uitgevoerd door Rebecca la Brecque en het American Composers Orchestra in het Lincoln Center.
Maneri werd in die tijd sterk beïnvloed door de muziek van Arnold Schönberg en organiseerde een jazzensemble om enkele stukken van zijn twaalftonige muziek uit te voeren. In 1963 nam hij met dit kwartet een demotape op voor Atlantic Records vanwege de interesse van Gunther Schuller in Maneri's muziek. Deze opnamen werden echter pas in 1998 uitgebracht, toen stripboekschrijver Harvey Pekar (American Splendor) een kopie van deze opnamen kreeg en ze aan John Zorn overhandigde, die ze uitbracht bij Avant Records onder de titel Paniots Nine. De stukken vertegenwoordigen een synthese van Maneri's ervaringen met de traditionele muziek van de Amerikaanse immigranten, elementen van Arabische muziek en zijn begrip van twaalftoonmuziek. Hij combineerde dit met vrije improvisatiemuziek, analoog aan de toen geldende innovaties van avant-garde- en freejazzmusici als Sun Ra en Ornette Coleman. Een duo-optreden met drummer Peter Dolger in 1965 werd later uitgebracht door Stu Vandermark (de vader van Ken Vandermark) (Peace Concert).
In 1965 trad hij op als solist met een compositie van David Reck, die was opgedragen aan Ornette Coleman. Het concert werd uitgevoerd door Gunther Schuller in de Carnegie Hall in New York. Vanaf 1970 doceerde hij aan het New England Conservatory of Music, aanvankelijk harmonie, compositie/contrapunt, saxofoon en improvisatie. In de daaropvolgende jaren, gebaseerd op het werk van Ezra Sims, richtte hij zich meer en meer op microtonale muziek en verdeelde hij uiteindelijk het octaaf in 72 noten. Sinds 1979 doceert hij de enige microtonale compositiecursus in de Verenigde Staten aan het New England Conservatory. Zijn studenten waren o.a. Jamie Saft, Cuong Vu, Julia Werntz, Ed Schuller, Marty Ehrlich, John Medeski, Oscar Noriega, Dave Ballou, Matt Darriau, Jorrit Dijkstra, de componist Randall Woolf en Matthew Shipp. Samen met instrumentmakers ontwikkelde hij ook een keyboard met vijf octaven, waarop 588 verschillende microtonen kunnen worden gegenereerd.
In 1981 nam hij deel aan de Klezmer-muziekopwekking in New England. In 1985 schreven hij en Scott van Duyne het leerboek Preliminary Studies in the Virtual Pitch Continuum, waarin hij zijn bevindingen over microtonaliteit presenteerde. Hij presenteerde zijn aanpak ook internationaal, bijvoorbeeld aan het Mozarteum en de Harvard University. In 1988 richtte hij de Boston Microtonal Society op, waarvan hij voorzitter is. Bovendien bleef hij componeren. Een van zijn composities voor viool werd opgenomen door violiste Biliana Voutchkova op haar cd Faces.
Hoewel hij in de daaropvolgende jaren microtonaal improviseerde met een sextet, trad hij zelden op en maakte hij slechts af en toe opnamen. In 1988 trad hij op met Jack Reilly. De interesse in zijn muziek ontwaakte, toen zijn zoon Mat meer en meer in het openbaar verscheen en onder de indruk was van zijn musicerende houding. Sinds zijn jeugd was Mat Maneri betrokken bij het experimentele microtonale sextet van zijn vader, dat in hun huis repeteerde. In 1989 bracht Joe Maneri zijn eerste album uit met zijn zoon en percussionist Masahi Harada.
Zijn eigenzinnige improvisatiestijl, een mix van Albert Ayler en Alban Berg, zorgde ervoor dat collega's als Paul Bley en Cecil Taylor Joe Maneri aanspoorden om een comeback te maken. Joe Maneri kreeg eindelijk merkbare publieke aandacht toen hij in 1992 op het Montreal Jazz Festival was aan de zijde van Paul Bley en vervolgens een aantal albums voor hatHut Records, Leo Records en vanaf 1995 voor de Edition of Contemporary Music uit München konden opnemen, meestal in een trio met Mat Maneri en de gitarist Joe Morris zijn gemaakt (Three Men Walking, 1995). In zijn trio- en kwartetformaties uit de jaren 1990 en 2000 speelden ook John Lockwood, Randy Peterson en Barre Phillips, met wie hij in 2002 drie weken door Frankrijk toerde. In hetzelfde jaar werd het album Goin to Church met Roy Campbell, Matthew Shipp, Barre Phillips en Randy Peterson gecreëerd met een uitgebreide bezetting voor het avant-garde label Aum Fidelity. Naast zijn eigen projecten speelde Joe Maneri in 1996 op het album Acceptance, opgenomen onder leiding van Mat Maneri, en in het kwartet van Pandelis Karayorgis (Lift & Poise). In augustus 2000 speelde hij in het trio van een van zijn leerlingen, de pianist Steven Lanthner met Joe Morris (Voices Lowered).
Harvey Pekar, een oude fan van Maneri, zorgde ervoor dat zijn muziek zou worden gebruikt in de filmversie van zijn stripboek American Splendor. In 2003 verschenen 24 gedichten van Joe Maneri in de bloemlezing Asemia. In 2009 ontving Maneri een eredoctoraat van het New England Conservatory.
Charlie Wilmoth beschreef Maneri's toneelstuk als een gladde, kamervullende buitenaardse blues. Volgens de auteurs Richard Cook & Brian Morton wordt hij na zijn herontdekking net zo gevierd als zijn collega George Russell.

## Overlijden
Joe Maneri overleed in augustus 2009 op 82-jarige leeftijd.

## Discografie
- 1963: Paniots Nine (Avant) demos, uitgebracht van John Zorn
- 1989: Kalavinka
- 1993: Dahabenzapple (hatART)
- 1993, 1995: Get Ready to Receive Yourself (Leo Records)
- 1995: Let the Horse Go (Leo)
- 1995: Three Men Walking (ECM)
- 1997: In Full Cry (ECM)
- 1997: Coming Down the Mountain (HatArt)
- 1997: Blessed (ECM)
- 1998: The Trio Concerts (Leo)
- 1999: Tenderly
- 1999: Tales of Rohnlief (ECM)
- 2001: Out Right Now (hatART)
- 2002: Going to Church (Aum Fidelity)
- 2004: Angles of Repose
- 2008: Peace Concert mit Peter Dolger (Atavistic)
- 2009: Pinerskol mit Masashi Harada (Leo)